# Alexis Touably Youlo
Alexis Touably Youlo (* 17. November 1959 in Béréblo, Département de Tabou, Elfenbeinküste)  ist römisch-katholischer Bischof von Agboville.

## Leben
Youlo studierte im Kleinen Seminar Saint Dominique Savio in Gagnoa, von 1978 bis 1981 im Priesterseminar „St. Josef von Mukassa“ in Yopougon und belegte anschließend bis 1987 am Großen Seminar Heiliges Herz Mariens in Anyama Philosophie und Katholische Theologie. Am 8. August 1987 empfing er in Tabou das Sakrament der Priesterweihe durch den Erzbischof von Gagnoa, Noël Kokora-Tekry. Seine Ausbildung schloss er 1995 mit dem Lizenziat in Philosophie in Paris und 2001 mit demjenigen des Kanonischen Rechts in Rom ab. Von 1987 bis 1990 war er Professor am Kleinen Seminar Saint Dominique Savio in Gagnoa und anschließend  bis 1992 Professor am Seminar Yopougon.
Nach der Errichtung des Bistums San Pedro im Jahre 1989, in das er 1992 inkardiniert wurde, war er zunächst Vikar an der dortigen Kathedrale und von 1997 bis 1999 Professor für Philosophie am Kleinen Seminar St. Peter in Daloa. Von 2001 bis 2002 war er Pfarradministrator der Pfarrei St. Andreas in Sassansra, und von 2003 bis 2006 Generalvikar der Diözese.
Am 14. Oktober 2006 ernannte ihn Papst Benedikt XVI. zum ersten Bischof von Agboville. Die Bischofsweihe am 16. Dezember 2006 spendete ihm der Erzbischof von Gagnoa, Barthélémy Djabla; Mitkonsekratoren waren Laurent Akran Mandjo, Bischof von Yopougon an der Elfenbeinküste, und Boniface Nyema Dalieh. Bischof von Cape Palmas, Liberia. Vom 19. Juni 2018 bis zum 19. Februar 2023 war Youlo zudem Apostolischer Administrator des vakanten Bistums Yamoussoukro.